# Marc van Uhm
M.J.H.M. ('Marc') van Uhm (Nijmegen, 2 juli 1958) is een Nederlands generaal-majoor buiten dienst van de Koninklijke Landmacht

## Carrière
In 1976 begon Marc van Uhm als cadet bij het wapen der Infanterie in Breda. Na de Koninklijke Militaire Academie (KMA) werd hij officier bij de Infanterie. In 1980 was Marc van Uhm luitenant van het 1e peloton van de Charlie compagnie bij het 48e Pantser Infanterie van het Regiment van Heutsz (PainfBat) in Den Bosch. Zijn broer Peter was toen kapitein van de Bravo compagnie in datzelfde bataljon.
In 1984 was Marc van Uhm officier bij het 435 infanterie beveiliging compagnie mobiel. Compagnie commandant was majoor der infanterie J. Hooftman. Bij kwartier Cortemarck (ook wel Stöckerbusch genoemd) te Büren in West-Duitsland waren kleinere nucleaire wapens. Op deze militaire basis sprak Marc van Uhm met iedere soldaat over diens ervaring met beveiliging. 
Marc van Uhm was bataljonscommandant bij de luchtmobiele brigade en bij de Nederlandse troepen in Bosnië.
In 2002 volgde hij Otto Van Wiggen op als Commandant Korps Commandotroepen (KCT) in Roosendaal. In die tijd werden de commando's zelden ingezet, maar eind 2003 gingen de commandotroepen naar Zuid-Irak. In 2005 ging hij naar de defensiestaf in Den Haag, waar hij hoofd werd van de afdeling Toekomstverkenning. Medio 2006 werd hij commandant van 11 Luchtmobiele Brigade en ging naar Zuid-Afghanistan om de Nederlandse Task Force Uruzgan (TFU) te leiden. Op 30 november 2006 werd hij benoemd tot ere-commando. In augustus 2009 nam Marc van Uhm het commando over van de TFU.
Op 20 juni 2010 werd hij Director Strategic Operational Centre bij SHAPE en daarmee een van de hoogste Nederlandse militairen bij de NAVO.
Op 25 oktober 2011 volgde hij generaal-majoor Mart de Kruif op als Plaatsvervangend Commandant Landstrijdkrachten. De Kruif werd op dezelfde dag benoemd tot Commandant Landstrijdkrachten, als opvolger van luitenant-generaal Rob Bertholee.
Op 28 januari 2016 nam Marc van Uhm afscheid als Plaatsvervangend Commandant Landstrijdkrachten; sindsdien is hij met functioneel leeftijdsontslag. Hij is thans voorzitter van de Aanname Advies Commissie (AAC) voor de Koninklijke Militaire Academie. Van Uhm is als Plaatsvervangend Commandant Landstrijdkrachten opgevolgd door Generaal-majoor der Genie Martin Wijnen.

## Onderscheidingen
- Officier in de Orde van Oranje-Nassau met de zwaarden, 28 januari 2016 (ten gevolge van zijn afscheid uit de actieve dienst).
- Herinneringsmedaille Multinationale Vredesoperaties (HMV4)
- Herinneringsmedaille Vredesoperaties met gesp 'ISAF'
- Onderscheidingsteken voor langdurige dienst als officier met jaarteken 'XXXV'
- Inhuldigingsmedaille 1980 (KB van 21 januari 1981 no.13)[1]
- Inhuldigingsmedaille 2013
- Landmachtmedaille
- Kruis voor betoonde marsvaardigheid met cijfer 2
- NATO Former Yugoslavia Service Medal
- NATO Non-Article 5 Service Medal with clasp 'ISAF'
- Militair Kruis Eerste Klasse (België), 28 januari 2016.
- Decoration 'For Service under the Flag' 3rd degree (Bulgarije)
- Médaille d'or de la Défense nationale (Frankrijk)

## Brevetten
- Onderscheidingsteken Hogere Militaire Vorming (HMV) ('Gouden zon‘)
- Herinneringsembleem luchtmobiele brigade
- Parachutisten brevet B